# Netelia nigroeandis
Netelia nigroeandis är en stekelart som först beskrevs av Cameron 1911.  Netelia nigroeandis ingår i släktet Netelia och familjen brokparasitsteklar. Inga underarter finns listade i Catalogue of Life.